# وجبة مجاعة
وجبة المجاعة (بالإنجليزية: Fameal) هي كلمة عامة تطلق على أي منتج غذائي، يتم استخدامه من قِبل المنظمات غير الحكومية (NGO)، في إطار البرامج الخاصة بإطعام الجياع كجزء من القانون الزراعي لعام 1949. ويتكون هذا المنتج الغذائي من وجبة قمح وفول صويا مكونة من مزيج دقيق الذرة وفول الصويا (مزيج القمح والصويا أو مزيج دقيق الذرة والصويا أو مزيج الصويا والذرة). ويتم توزيع هذا الطعام وفي كثير من الأحيان يُقدم بمساعدة المتطوعين في منطقة البحر الكاريبي وغرب إفريقيا.

## الاستخدام النموذجي
إن أي مزيج مسبق الصنع مستخدم في وجبات المجاعات يكون عبارة عن طعام مطهو تم تشكيله للاستخدام في ظروف بدائية. وفي هذا النموذج، يتم تناول الوجبة كعجينة رقيقة ويتم تقديمها مع الزلابية أو الخبز. وفي بعض الأحيان يُوصف مذاقها بأنه «شهي» والبعض يعتبرها لذيذة. ويمكن إضافة المنتج المطبوخ إلى الحساء وأطباق الكسرولة أو يُضاف إلى البسكويت والكوكيز.

## المكونات الغذائية
المقادير العامة لوجبة المجاعة هي:
- 50% (حسب الحجم) دقيق ذرة أو دقيق قمح.
- 30% (حسب الحجم) دقيق حبوب من أي نوع، بما في ذلك فول الصويا. ويُستخدم العدس في بعض الأحيان نظرًا لسهولة الطحن وسرعة الطهي.
- 10% (حسب الحجم) زيت طهي. أي زيت طهي يمكن استخدامه.
- 10% (حسب الحجم) سكر أو عسل أو شربات أو أي منتج محلٍ مماثل.
- ملح للمذاق.
- مسحوق متعدد الفيتامينات أو مجموعة متعددة من الفيتامينات يتم طحنها لإضافتها إلى الوجبة.

عند التحضير، تكون وجبة المجاعة عبارة عن مسحوق يمكن مزجه ببطء مع الماء المغلي (ثلاثة أكواب من الماء لكل كوب من الدقيق). وعند الغليان، تتم إزالة الغطاء وترك الوجبة على النار لمدة عشر دقائق. وبدلاً من ذلك، يمكن استخدام هذه الوجبة كبديل للدقيق لعمل الخبز، على غرار خبز الذرة، أو كمزيج لصنع الكعك.